# 우네차

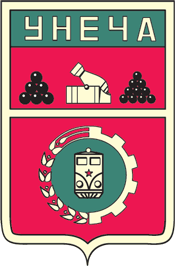
시 문장

우네차(러시아어: Унеча)는 러시아 브랸스크주 서부에 위치한 도시로, 인구는 29,039명(2002년 기준)이다. 드니에프르강의 지류인 우네차 강과 접하며 브랸스크(브랸스크 주의 주도)에서 남서쪽으로 140km 정도 떨어진 곳에 위치한다.
1887년 브랸스크와 호멜을 연결하는 철도가 개통되면서 마을이 형성되었고 1940년 시로 승격되었다.